# Université du Golfe arabique
Pour les articles homonymes, voir AGU.
L'université du Golfe arabique (en arabe : جامعة الخليج ; en anglais : Arabian Gulf University ou AGU) est une université publique située à Manama, au Bahreïn.
Elle est classée par le U.S. News & World Report au 103e rang du classement régional des universités arabes.